# Newtown A.F.C.
Newtown Association Football Club er en walisisk fodboldklub fra Newtown i Powys i Wales. Klubben blev grundlagt i 1875 og spiller sine hjemmekampe på Latham Park med plads til ca. 5.000 tilskuere. Hjemmekampene har siden 2014 været spillet på kunstgræs. Klubbens spilledragt er helrød og udebanespilledragten er gul med blå shorts. 
Newtown AFC spiller pt. (2015) i den øverste liga i Wales, Welsh Premier League. Den nuværende (2015) træner er Chris Hughes.
Klubben har pr. 2015 ikke vundet det walisiske seriemesterskab, men er blevet nr. 2 et par gange. De har vundet den walisiske pokalturnering to gange, senest i 1895. Klubben har dog været i pokalfinalen flere gange, senest i 2015, hvilket kvalificerede klubben til kvalifikation i UEFA Europa League 2015-16.